# 阿部俊人
阿部 俊人（あべ としひと、1988年12月23日 - ）は、宮城県仙台市出身の元プロ野球選手（内野手）、プロ野球解説者。右投左打。

## 経歴

### プロ入り前
両親の地元である仙台市内の病院で出生後に、東京都練馬区で育った。練馬区立田柄中学校時代は、和光シニアに所属。花咲徳栄高校では3年の夏に埼玉県大会準々決勝で赤坂和幸がいた浦和学院高校に敗れた。
東北福祉大学へ進学すると1年春から出場機会を得て、ショートで4度のベストナインに輝き、6度の全国大会出場に貢献。日本代表として国際大会へも出場しており、4年次には主将を務めた。2010年の仙台六大学野球秋季リーグ戦では、打率.424、12盗塁を記録し、東北福祉大学9季連続59度目の優勝に貢献し、最優秀選手賞を受賞した。しかし、第41回明治神宮野球大会の代表決定戦では、八戸大学との決勝で塩見貴洋にノーヒットノーランを達成された。大学野球部の同期に石山泰稚、1学年後輩に中根佑二や相原和友がいる。
走攻守三拍子揃った実戦派内野手として、2010年のNPBドラフト会議で、地元球団の東北楽天ゴールデンイーグルスに3巡目で指名。契約金5,000万円、年俸1,200万円（金額は推定）という条件で入団した。入団当初の背番号は9。この会議では、塩見も楽天から1巡目で指名。後に入団したため、阿部のチームメイトになった。

### 楽天時代

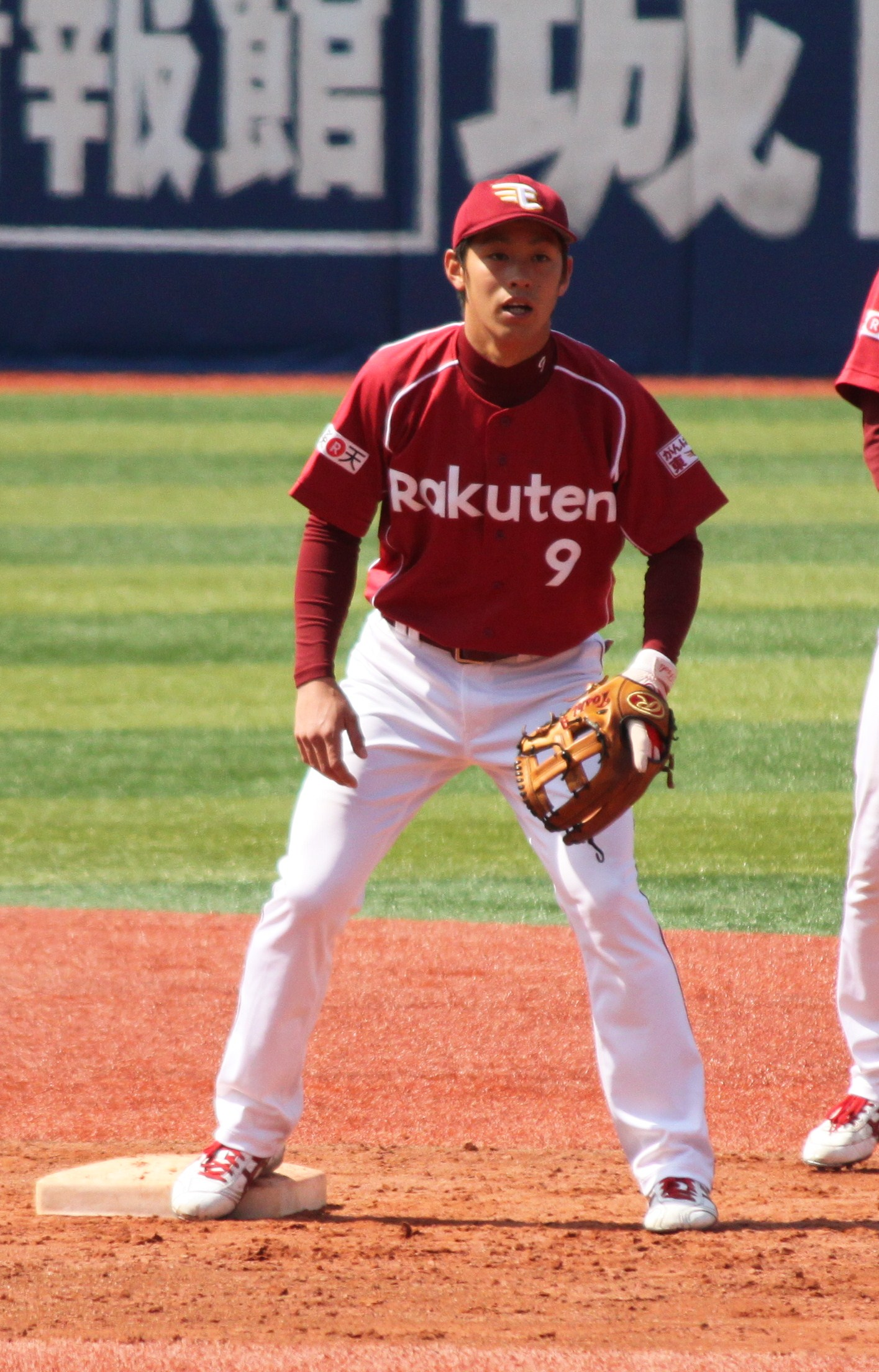
2012年3月20日、横浜スタジアムにて

2011年には、一軍公式戦17試合に出場。2安打を放っただけで、打率.091に終わった。
2012年には、公式戦の開幕を一軍で迎えると、一軍公式戦30試合に出場。打率が.298にまで上昇したほか、一軍公式戦初打点や初盗塁も記録した。
2013年には、2年連続で開幕一軍入りを果たしたが、レギュラーシーズンでは一軍公式戦での出場試合数（22）や打率（.211）が前年を下回った。しかし、チームのレギュラーシーズン初優勝・クライマックスシリーズ突破を経て臨んだ読売ジャイアンツとの日本シリーズでは、代走や二塁の守備要員として2試合に出場した。
2014年には、背番号を00に変更したが、公式戦の開幕を二軍で迎えた。一軍公式戦では、26試合の出場で、打率.250を記録した。
2015年には、公式戦の開幕から一軍に帯同。開幕当初の正遊撃手だった西田哲朗が故障で戦線を離れてからは、スタメンで遊撃を守るようになった。さらに、レギュラー内野手の藤田一也や銀次も相次いで故障に見舞われたことを背景に、一軍公式戦で自己最高の66試合に出場。打率は.196ながら、自己最多の6盗塁を記録したほか、7月5日の対北海道日本ハムファイターズ戦（楽天Koboスタジアム宮城）では9回裏の打席で鍵谷陽平から自身初のサヨナラ安打を放った。
2016年には、2年連続で開幕一軍入りを果たすと、ほぼフルシーズン一軍に帯同。内野の守備固めを中心に、一軍公式戦54試合に出場した。打率は2年連続の1割台（.185）で、盗塁を記録できなかったが、内野全てのポジションを守りながら無失策でシーズンを終えた。
2017年には、3年連続で開幕一軍に入りながら、一軍公式戦への出場機会がないまま4月6日に出場選手登録をいったん抹消。6月23日の再登録後は、内野の守備固めを中心に一軍公式戦44試合へ出場した。一軍監督・梨田昌孝64歳の誕生日であった8月4日には、Koboパーク宮城での千葉ロッテマリーンズ戦で、同点の9回裏2死1・2塁から内竜也からサヨナラ安打を放った。守備面でも前年から無失策を続けていたが、10月28日に球団から戦力外通告を受けたことを機に、現役を引退した。

### 現役引退後
楽天球団の職員として、球団が運営する「楽天イーグルスアカデミー」ジュニア部門のコーチを2018年から務めていたが、2020年6月15日付で、阿部と球団双方合意の下で契約を解消した。また、2018年シーズンから楽天主催試合など、プロ野球解説者としてテレビ出演もしていた。

## 人物
楽天の選手時代には、チームメイトへ折に触れて悪気のないイタズラを仕掛けるなど、ムードメーカーとしても活躍。「アベちゃん」という愛称で親しまれた。その一方で、楽天2年目の春季キャンプでは、銀次や枡田慎太郎と共に当時の星野仙一監督から「どろんこ3兄弟」と呼ばれていた。銀次や枡田とはプライベートでも仲が良いが、
阿部が後にユーティリティープレイヤーやムードメーカーとして重宝されたことから、2人とも阿部の戦力外通告には絶句していたという。
楽天の選手として一軍に帯同している期間中の公式戦が雨天ノーゲームと宣告された場合には、雨中のダイヤモンドを一周する役割を買って出ることで、チームやファンを盛り上げていた。雨中のナイトゲームでサヨナラ安打を放った2017年の対ロッテ戦（前述）では、試合後のヒーローインタビューで、自分の名前が入っている（公式グッズの）タオル（1枚1,000円）を手にスタンドで応援するファンが少ないことに言及。試合後に半額（500円）で100枚だけ販売することを、突如告知した。正規価格との差額（総額50,000円）を自分で負担する前提での値下げだったが、実際には短時間で完売に至った。
趣味はダーツで、プロのダーツプレイヤーとの対決に勝利したほどの腕の持ち主でもある。

## 詳細情報

### 年度別打撃成績
| 年 度     | 球 団     | 試 合 | 打 席 | 打 数 | 得 点 | 安 打 | 二 塁 打 | 三 塁 打 | 本 塁 打 | 塁 打 | 打 点 | 盗 塁 | 盗 塁 死 | 犠 打 | 犠 飛 | 四 球 | 敬 遠 | 死 球 | 三 振 | 併 殺 打 | 打 率 | 出 塁 率 | 長 打 率 | O P S |
| --------- | --------- | ----- | ----- | ----- | ----- | ----- | -------- | -------- | -------- | ----- | ----- | ----- | -------- | ----- | ----- | ----- | ----- | ----- | ----- | -------- | ----- | -------- | -------- | ----- |
| 2011      | 楽天      | 17    | 24    | 22    | 1     | 2     | 0        | 0        | 0        | 2     | 0     | 0     | 0        | 2     | 0     | 0     | 0     | 0     | 8     | 1        | .091  | .091     | .091     | .182  |
| 2012      | 楽天      | 30    | 51    | 47    | 3     | 14    | 0        | 0        | 0        | 14    | 2     | 1     | 3        | 3     | 0     | 0     | 0     | 1     | 9     | 0        | .298  | .313     | .298     | .610  |
| 2013      | 楽天      | 22    | 46    | 38    | 4     | 8     | 2        | 0        | 0        | 10    | 1     | 1     | 1        | 6     | 0     | 2     | 0     | 0     | 7     | 1        | .211  | .250     | .263     | .513  |
| 2014      | 楽天      | 26    | 24    | 20    | 2     | 5     | 0        | 0        | 0        | 5     | 2     | 0     | 0        | 4     | 0     | 0     | 0     | 0     | 4     | 1        | .250  | .250     | .250     | .500  |
| 2015      | 楽天      | 66    | 110   | 102   | 10    | 20    | 2        | 1        | 0        | 24    | 5     | 6     | 4        | 5     | 0     | 2     | 0     | 1     | 21    | 1        | .196  | .219     | .235     | .454  |
| 2016      | 楽天      | 55    | 28    | 27    | 7     | 5     | 2        | 0        | 0        | 7     | 2     | 0     | 0        | 1     | 0     | 0     | 0     | 0     | 8     | 0        | .185  | .185     | .259     | .444  |
| 2017      | 楽天      | 44    | 23    | 20    | 3     | 4     | 0        | 0        | 0        | 4     | 1     | 1     | 0        | 1     | 0     | 2     | 0     | 0     | 6     | 0        | .200  | .273     | .200     | .473  |
| 通算：7年 | 通算：7年 | 260   | 306   | 276   | 30    | 58    | 6        | 1        | 0        | 66    | 13    | 9     | 8        | 22    | 0     | 6     | 0     | 2     | 63    | 4        | .210  | .232     | .239     | .472  |

### 年度別守備成績
| 年 度 | 球 団 | 遊撃  | 遊撃  | 遊撃  | 遊撃  | 遊撃  | 遊撃     | 二塁  | 二塁  | 二塁  | 二塁  | 二塁  | 二塁     | 三塁  | 三塁  | 三塁  | 三塁  | 三塁  | 三塁     | 一塁  | 一塁  | 一塁  | 一塁  | 一塁  | 一塁     |
| 年 度 | 球 団 | 試 合 | 刺 殺 | 補 殺 | 失 策 | 併 殺 | 守 備 率 | 試 合 | 刺 殺 | 補 殺 | 失 策 | 併 殺 | 守 備 率 | 試 合 | 刺 殺 | 補 殺 | 失 策 | 併 殺 | 守 備 率 | 試 合 | 刺 殺 | 補 殺 | 失 策 | 併 殺 | 守 備 率 |
| ----- | ----- | ----- | ----- | ----- | ----- | ----- | -------- | ----- | ----- | ----- | ----- | ----- | -------- | ----- | ----- | ----- | ----- | ----- | -------- | ----- | ----- | ----- | ----- | ----- | -------- |
| 2011  | 楽天  | 8     | 4     | 13    | 1     | 0     | .944     | 1     | 4     | 3     | 0     | 0     | 1.000    | 9     | 2     | 3     | 2     | 0     | .714     | -     | -     | -     | -     | -     | -        |
| 2012  | 楽天  | 18    | 22    | 51    | 0     | 7     | 1.000    | -     | -     | -     | -     | -     | -        | 9     | 0     | 9     | 1     | 1     | .889     | -     | -     | -     | -     | -     | -        |
| 2013  | 楽天  | 2     | 1     | 3     | 0     | 0     | 1.000    | 15    | 24    | 37    | 0     | 8     | 1.000    | 4     | 0     | 1     | 0     | 1     | 1.000    | -     | -     | -     | -     | -     | -        |
| 2014  | 楽天  | 1     | 2     | 1     | 0     | 0     | 1.000    | 17    | 20    | 24    | 0     | 7     | 1.000    | 5     | 1     | 3     | 0     | 0     | 1.000    | -     | -     | -     | -     | -     | -        |
| 2015  | 楽天  | 27    | 28    | 58    | 1     | 8     | .989     | 12    | 17    | 18    | 0     | 5     | 1.000    | 24    | 3     | 17    | 3     | 1     | .870     | -     | -     | -     | -     | -     | -        |
| 2016  | 楽天  | 13    | 9     | 22    | 0     | 6     | 1.000    | 11    | 1     | 8     | 0     | 2     | 1.000    | 24    | 1     | 5     | 0     | 1     | 1.000    | 4     | 5     | 0     | 0     | 0     | 1.000    |
| 2017  | 楽天  | 19    | 5     | 19    | 0     | 1     | 1.000    | 23    | 3     | 20    | 0     | 2     | 1.000    | 2     | 0     | 1     | 1     | 0     | .500     | -     | -     | -     | -     | -     | -        |
| 通算  | 通算  | 88    | 71    | 167   | 2     | 22    | .992     | 79    | 69    | 110   | 0     | 24    | 1.000    | 77    | 7     | 38    | 7     | 4     | .865     | 4     | 5     | 0     | 0     | 0     | 1.000    |

### 記録
- 初出場：2011年5月1日、対オリックス・バファローズ6回戦（日本製紙クリネックススタジアム宮城）、5回表に岩村明憲に代わり三塁手で出場
- 初打席：同上、6回裏に西勇輝から一ゴロ
- 初安打：2011年5月13日、対千葉ロッテマリーンズ4回戦（QVCマリンフィールド）、12回表に内竜也から右前安打
- 初先発出場：2011年5月14日、対千葉ロッテマリーンズ5回戦（QVCマリンフィールド）、9番・三塁手で先発出場
- 初打点：2012年5月2日、対埼玉西武ライオンズ3回戦（西武ドーム）、9回表に藤田太陽から右前適時打
- 初盗塁：2012年5月16日、対広島東洋カープ1回戦（MAZDA Zoom-Zoom スタジアム広島）、2回表に二盗（投手：ブライアン・バリントン、捕手：倉義和）

### 背番号
- 9 （2011年 - 2013年）
- 00 （2014年 - 2017年）

### 登場曲
- 「マイサンシャインストーリー」いきものがかり（2014年）
- 「セプテンバー」アース・ウィンド・アンド・ファイアー（2014年 - ）
- 「仲間」 ケツメイシ（2016年 ‐ ）

### 代表歴
- 第5回世界大学野球選手権日本代表

## メディア出演

### 引退後
- スポっち!（TBC、2017年 - 2018年3月）
- J SPORTS STADIUM「東北楽天ゴールデンイーグルス」主催試合（J SPORTS、2018年 - ）野球解説。
- サタデーウォッチン!（TBC、2018年4月 - ）スポーツコーナーで野球解説（不定期出演）